# Heinz Reinefarth
Heinrich-Friedrich Reinefarth, conocido como Heinz Reinefarth (Gniezno, Provincia de Posen; 26 de diciembre de 1903  - Westerland, Sylt; 7 de mayo de 1979  fue un General de División (SS Gruppenführer) de las Waffen SS alemanas durante la Segunda Guerra Mundial. Durante el levantamiento de Varsovia de 1944 sus tropas fueron responsables de un gran cantidad de atrocidades contra la población civil, incluyendo la denominada matanza de Wola. Después de la guerra, Reinefarth se convirtió en alcalde del pueblo de Westerland, Schleswig-Holstein y miembro de la asamblea del mismo estado federado. Nunca fue juzgado por los crímenes cometidos durante la guerra.

## Inicios
Heinz Reinefarth nació en Gniezno, antes Alemania, hoy en día Polonia. Al concluir los estudios secundarios en 1922 comenzó a asistir a la facultad de leyes en la universidad de Jena; se graduó en 1927 y obtuvo la licencia de primer nivel. Hasta 1930 ejerció en la corte local de Jena y luego fue promovido a juez. El 1 de agosto, de 1932, se unió al NSDAP o Partido Nazi, como miembro número 1.268.933. En diciembre de ese mismo año se unió a las SS con el número 56.634, ese mismo año desde septiembre hasta diciembre había prestado servicio en las SA.

## Segunda Guerra Mundial
Poco antes de empezar la Segunda Guerra Mundial, Reinefarth fue designado como oficial de reserva, es decir no tenía mando. Sin embargo, en la invasión de Polonia se distinguió, recibiendo la Cruz de Hierro de Segunda Clase. Luego participó en la batalla de Francia en 1940, donde se ganó la Cruz de Caballero de la Cruz de Hierro y fue admitido en las selectas Waffen-SS.
Una vez finalizada la campaña, Reinefarth fue promovido el 20 de abril de 1942 a SS-Brigadeführer, el equivalente a coronel. Fue asignado al Protectorado de Bohemia y Moravia como inspector general de las SS. En septiembre de 1943 fue transferido a Berlín, donde trabajó para la Dirección de la Policía uniformada (Hauptamt Ordnungspolizei).
El 29 de enero de 1944 Reinefarth fue asignado comandante de las SS y de la policía del territorio, anexado en 1939, de Reichsgau Wartheland, que corresponde al actual voivodato de la Gran Polonia. Desde este punto en su carrera es asociado con una gran cantidad de crímenes contra la población polaca y varias minorías, pero no la minoría alemana.
Al iniciarse el alzamiento de Varsovia, a Reinefarth se le ordenó reunir varias unidades de policía y pequeñas unidades militares, y dirigirse a Varsovia. Al llegar a la capital polaca, sus fuerzas fueron agrupadas con las que estaban bajo el mando del General Erich von dem Bach, las que tenían órdenes de Heinrich Himmler de aniquilar la rebelión y arrasar Varsovia.
Desde el 5 de agosto de 1944, el grupo de Reinefarth participó en los encarnizados combates que tuvieron lugar en el distrito de Wola de Varsovia. Soldados que estaban bajo su mando fueron culpables de las ejecuciones sumarias de unos 50 mil civiles, incluyendo a mujeres y ancianos, evento que se conoce como la matanza de Wola. En uno de sus informes al comandante del 9.º ejército alemán, Reinefarth escribió: "tenemos más prisioneros que munición para matarlos". Después de recuperar Wola, las tropas alemanas se enfrentaron al Armia Krajowa, el Ejército Territorial polaco, en la Ciudad Vieja. En septiembre, sus tropas fueron enviadas a atacar a los partisanos en los vecindarios de Powiśle y Czerniaków. Se conoce que durante la batalla, sus soldados ejecutaron a casi todos los prisioneros que capturaron, así como a los heridos que encontraron en los hospitales polacos. Por sus acciones en Varsovia, Reinefarth recibió el 30 de septiembre de 1944, las Hojas de Roble para su Cruz de Caballero. Se ha estimado que entre 50 y 100 mil civiles polacos murieron a manos de las tropas bajo su mando.
En diciembre de ese mismo año, a Reinefarth se le entregó el mando del XVIII Cuerpo de Ejército SS, que estaba asignado al área central del río Oder. Entre enero y marzo de 1945, mandó la Fortaleza (Festung) de Küstrin, actual Kostrzyn nad Odrą. Derrotado por las fuerzas soviéticas, retiró sus tropas sin permiso previo, por lo que fue condenado a muerte por el Alto Mando Alemán. Sin embargo, la orden nunca fue ejecutada y Reinefarth siguió mandando sus tropas hasta que fueron renombradas como el XIV Cuerpo de Ejército SS.

## Promociones en la Waffen SS
- SS-Gruppenführer.u.Gen.Lt.d.W-SS u.Pol.: 1.08.44; (General de División)
- SS-Brigadeführer.u.Gen.Maj.d.Pol.: 20.04.42; (General de Brigada)
- SS-Oberführer.: 30.01.42; (Coronel Sénior grade)
- SS-Standartenführer.: 20.04.41; (Coronel)
- SS-Obersturmbannführer.: 20.04.40; (Teniente coronel)
- SS-Sturmbannführer.: 20.04.39; (Mayor)
- SS-Hauptsturmführer.: 20.04.37; (Capitán)
- SS-Obersturmführer.: 15.09.34; (Teniente)
- SS-Untersturmführer.: 20.04.34 (Subteniente)

## Después de la guerra
Al final la guerra, Polonia demandó su extradición; sin embargo, las autoridades británicas y estadounidenses negaron la extradición sobre la base de que Reinefarth podía servirles como testigo en los Juicios de Núremberg. Después de los juicios, él también fue arrestado y juzgado por crímenes de guerra en una corte local de Hamburgo, pero fue liberado por falta de evidencia. En diciembre de 1951 fue elegido alcalde del pueblo de Westerland de Schleswig, en la isla de Sylt. En 1962 fue elegido miembro de la Asamblea de Schleswig-Holstein. Al acabar su período en 1967, continuó su carrera de abogado.
El gobierno de Polonia continuó solicitando su extradición por muchos años, pero fue rutinariamente negada por el gobierno de Alemania Occidental, además el gobierno le otorgó una pensión de General y el reconocimiento de su grado militar. Murió en 1979 en su mansión en Sylt.
- Datos: Q682813
- Multimedia: Heinz Reinefarth / Q682813